# Europamästerskapen i badminton 1990
Europamästerskapen i badminton 1990 anordnades den 8-14 april i Moskva, Sovjetunionen. 

## Medaljsummering
| Pl. | Nation        | Guld | Silver | Brons | Totalt |
| --- | ------------- | ---- | ------ | ----- | ------ |
| 1   | Danmark       | 5    | 1      | 3     | 9      |
| 2   | England       | 1    | 2      | 4     | 7      |
| 3   | Sverige       | 0    | 2      | 2     | 4      |
| 4   | Nederländerna | 0    | 1      | 1     | 2      |

## Resultat
| Event       | Guld                                 | Silver                             | Brons                               |
| Herrsingel  | Steve Baddeley                       | Darren Hall                        | Steve Butler                        |
| Herrsingel  | Steve Baddeley                       | Darren Hall                        | Poul-Erik Høyer Larsen              |
| Damsingel   | Pernille Nedergaard                  | Fiona Smith (Elliott)              | Helen Troke                         |
| Damsingel   | Pernille Nedergaard                  | Fiona Smith (Elliott)              | Christine Magnusson                 |
| Herrdubbel  | Jan Paulsen Henrik Svarrer           | Max Gandrup Thomas Lund            | Mikael Rosen Peter Axelsson         |
| Herrdubbel  | Jan Paulsen Henrik Svarrer           | Max Gandrup Thomas Lund            | Pierre Pellupessy Alex Meijer       |
| Damdubbel   | Dorte Kjaer Nettie Nielsen           | Eline Coene Erica van Dijck        | Gillian Gowers Gillian Clark        |
| Damdubbel   | Dorte Kjaer Nettie Nielsen           | Eline Coene Erica van Dijck        | Maria Bengtsson Christine Magnusson |
| Mixeddubbel | Jon Holst Christensen Grete Mogensen | Jan Eric Antonsson Maria Bengtsson | Jan Paulsen Gillian Gowers          |
| Mixeddubbel | Jon Holst Christensen Grete Mogensen | Jan Eric Antonsson Maria Bengtsson | Jesper Knudsen Nettie Nielsen       |
| Lag         | Danmark                              | Sverige                            | England                             |